# Ettore Ferrari
Pour les articles homonymes, voir Ferrari.
Ettore Ferrari  (Rome, 25 mars 1845 - 19 août 1929) est un sculpteur et homme politique italien.

## Biographie
Né dans une famille d'artistes - son père était peintre - Ettore Ferrari a pris part à la renaissance artistique de l'Italie née de l'unification. Il a longtemps enseigné à l'Accademia di San Luca de Rome et a été député au parlement italien.
Franc-maçon, il était membre de la principale obédience italienne, le Grand Orient d'Italie dont il devint le grand-maître du 14 février 1904 au 25 novembre 1917. Il donne à l'obédience une orientation plus radicale et anticléricale, en tant que républicain, Ferrari, en plus de la défense traditionnelle de la laïcité scolaire et des thèmes anticléricaux habituels, a plaidé pour un plus grand engagement sur des questions liées à la législation sociale. Il était Souverain Grand Commandeur du Suprême Conseil du Rite écossais ancien et accepté de 1918 à 1929.
Après que la franc-maçonnerie fut interdite par le régime fasciste de Mussolini en 1925, l'atelier de Ferrari fut plusieurs fois l'objet d'attaques violentes.
Il meurt en août 1929

## Œuvres
En 1887, il exécuta une statue d'Ovide pour la cité de Constanza en Roumanie, l'ancienne Tomis, où le poète romain avait été exilé. Cette statue fut dupliquée en 1925 afin de prendre place dans la ville natale d'Ovide, Sulmona. Parmi ses autres ouvrages, on peut mentionner à Pise la statue en bronze de Giuseppe Garibaldi, créée en 1892 sur la place du même nom.
On lui doit également la statue de Giordano Bruno érigée en 1889 sur la place Campo de' Fiori de Rome, à l'emplacement où celui-ci fut brûlé.
A Venise le monument à Victor Emmanuel II avec sa statue équestre et plusieurs groupes en bronze, dont le Lion de St Marc Rugissant.

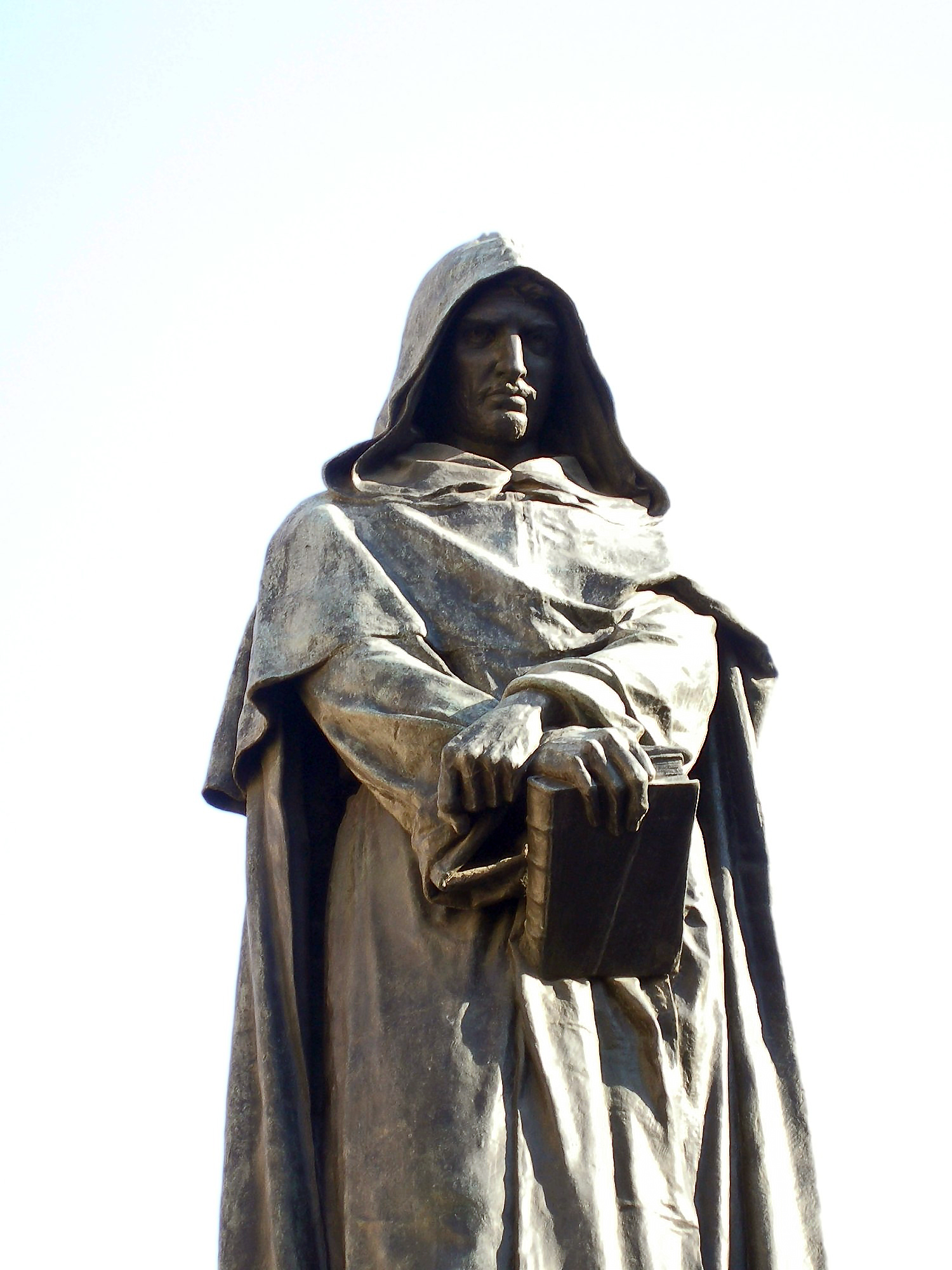
Statue de Giordano Bruno  sur la place Campo de' Fiori
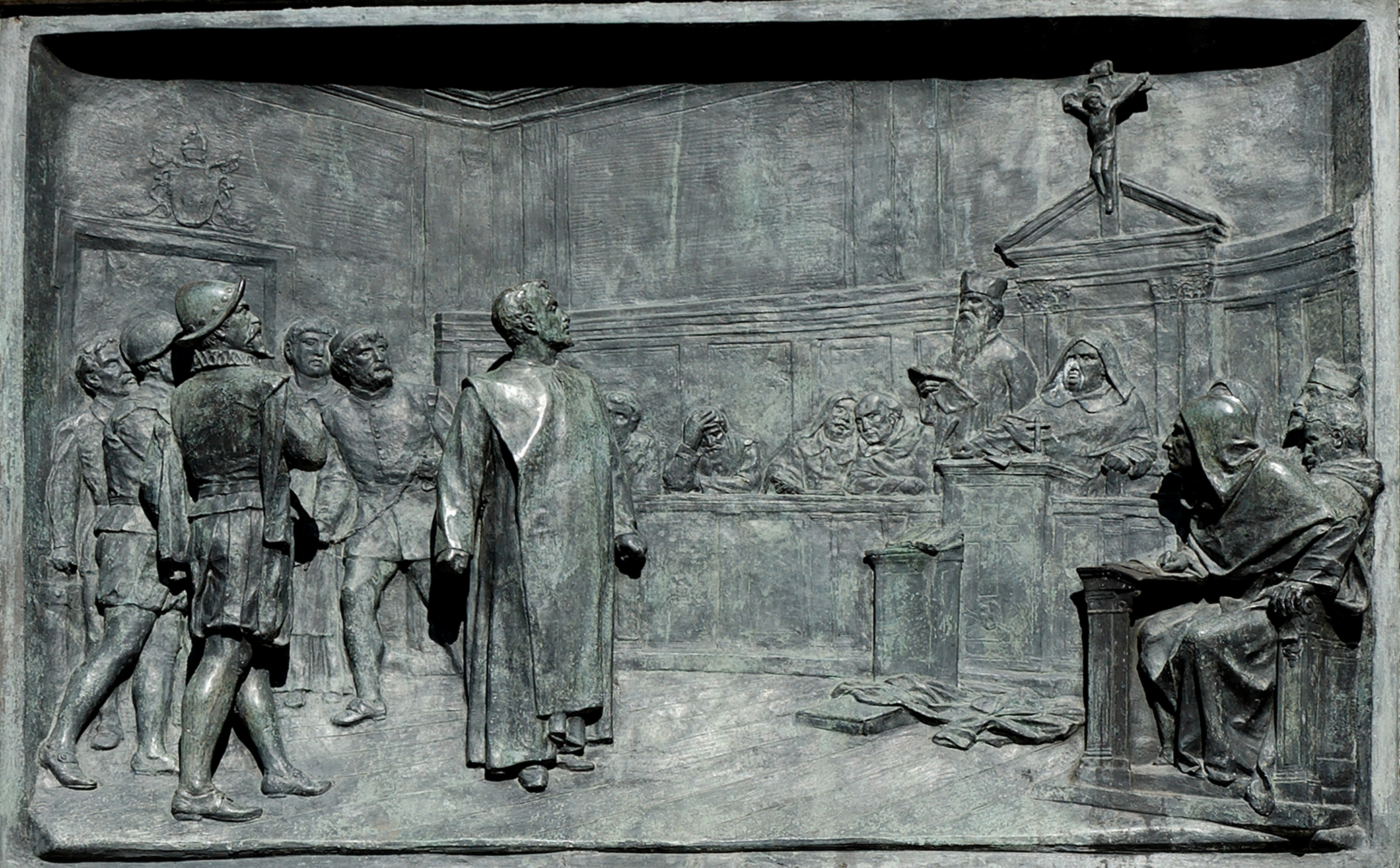
Bas-relief du piédestal: Giordano Bruno devant l'Inquisition
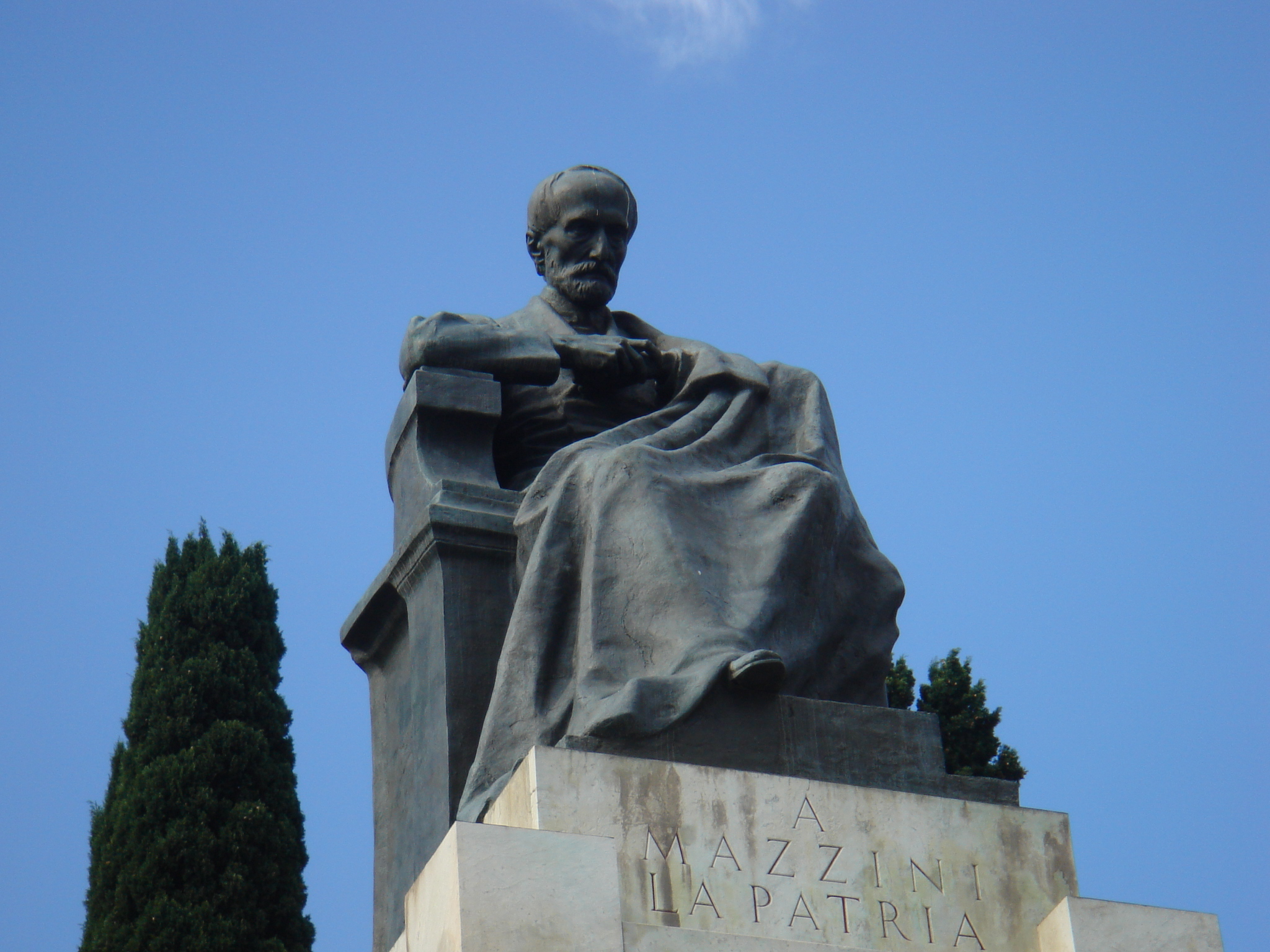
Statue de Mazzini sur l'Aventin (Rome, 1909)
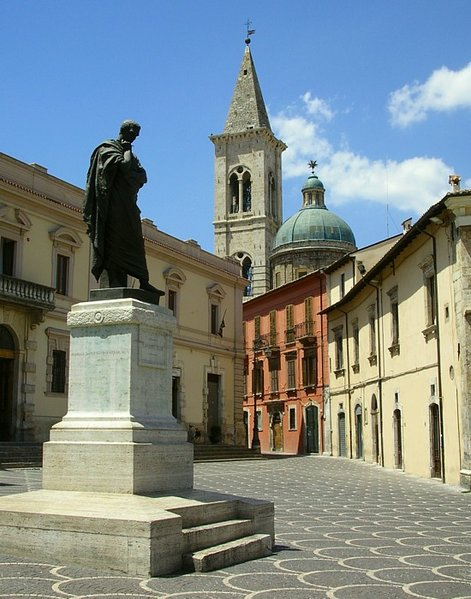
Statue d'Ovide à Sulmona
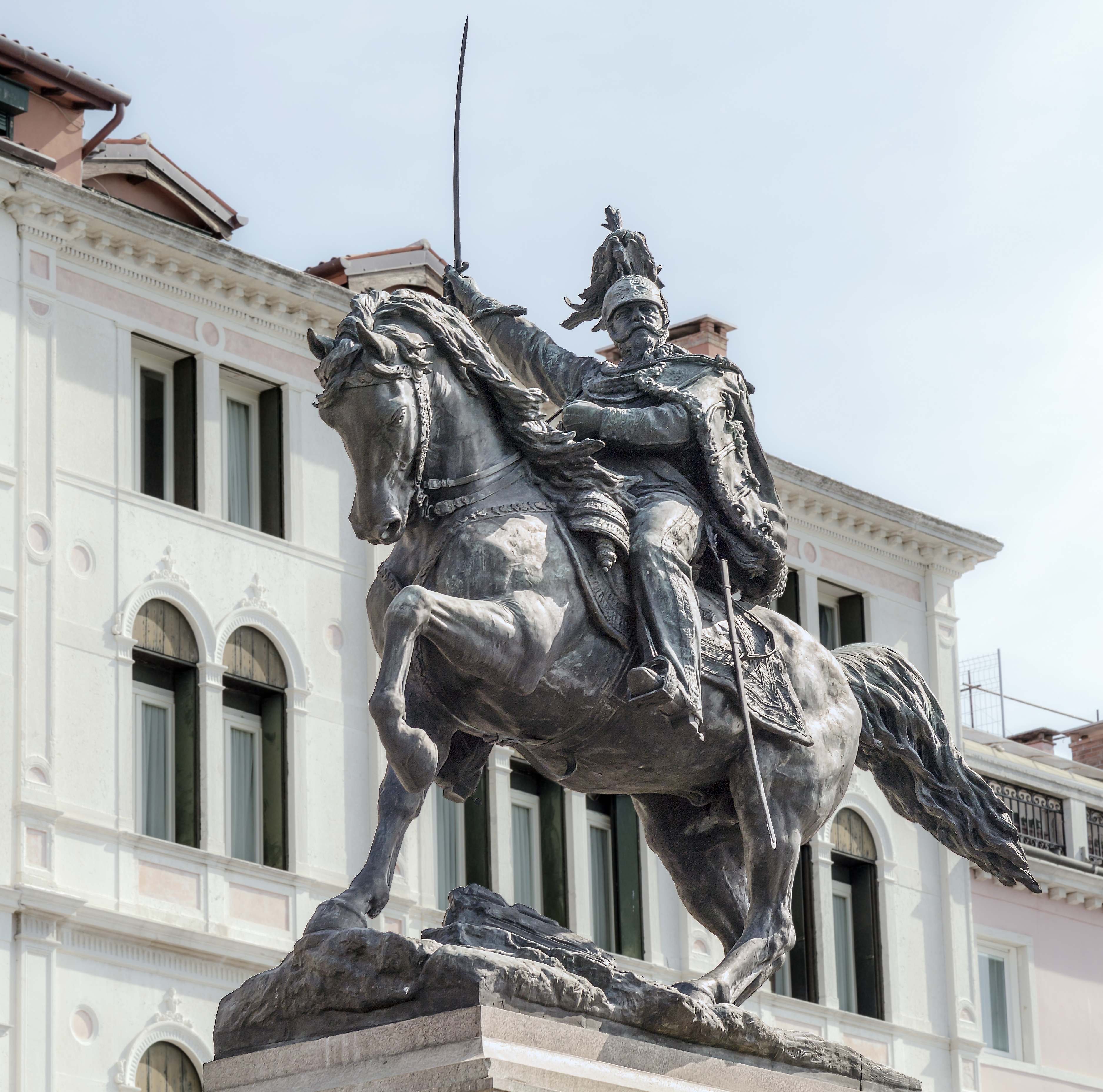
Statue de Victor Emmanuel II à Venise
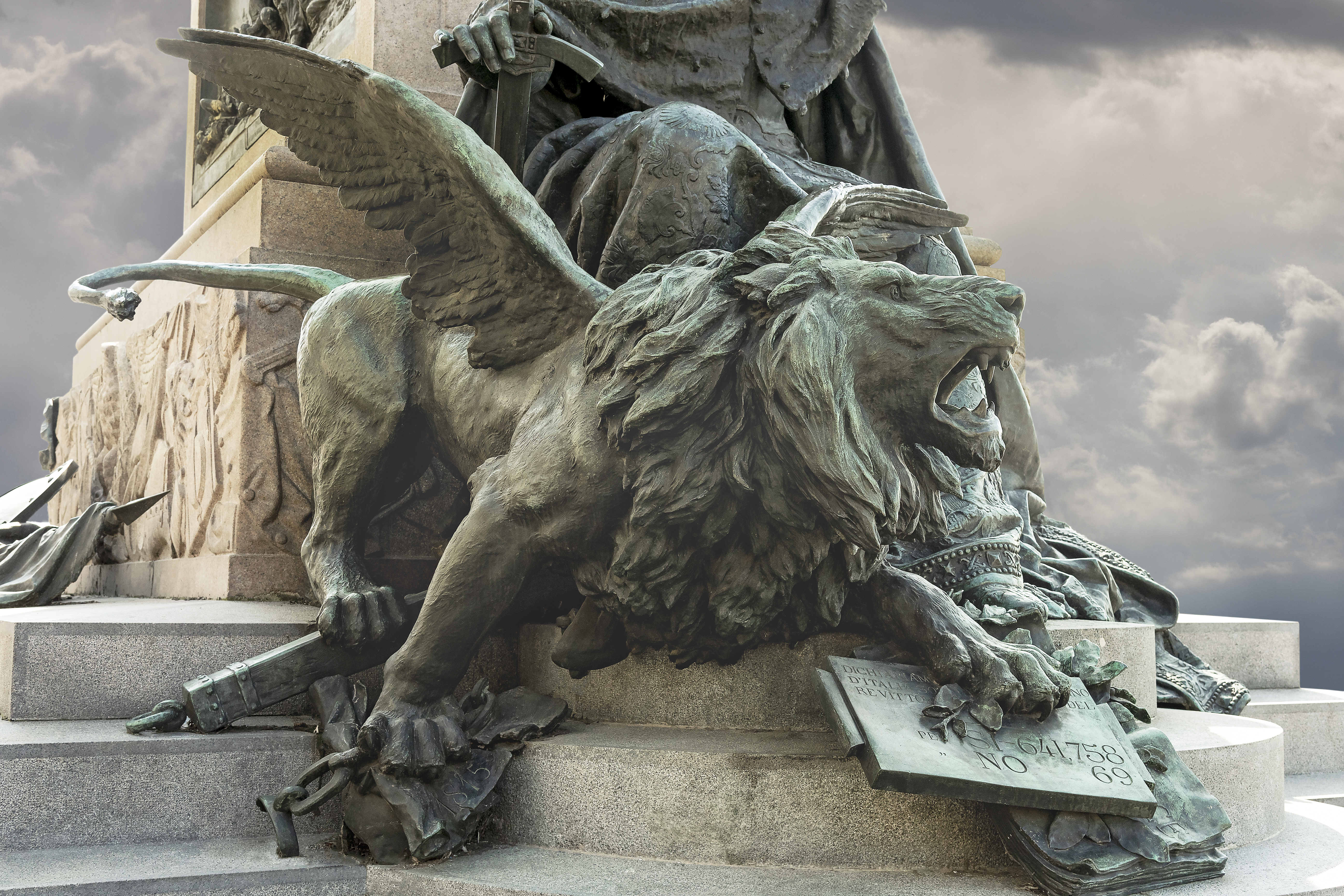
Le lion de Venise Rugissant